# Jezioro Jaśkowskie (Kraina Wielkich Jezior Mazurskich)
Jezioro Jaśkowskie – jezioro w woj. warmińsko-mazurskim, w powiecie piskim, w gminie Ruciane-Nida, leżące na terenie Krainy Wielkich Jezior Mazurskich.

## Dane morfometryczne
Powierzchnia zwierciadła wody wynosi od 2,5 ha. Zwierciadło wody położone jest na wysokości 115 m n.p.m..